# Horacio Franco
Horacio Daniel Franco (Cidade do México, 11 de outubro de 1963) é um músico, professor e director de orquestra mexicano, destacado na interpretação da flauta doce.
Franco oferece uma média de 150 concertos ao ano, no que integra música clássica, popular e tradicional. Atende por igual apresentações em salas de concerto connotadas como em escolas ou praças públicas.  É ademais activista pelos direitos das comunidades LGBT.

## Biografia
Em 1974 viu a uma colega de escola secundária tocar uma peça breve de Mozart no piano. A família do músico não contava com recursos para lhe comprar um piano, pelo que decidiu estudar e interpretar flauta e violín, instrumento que elegeu para estudar, dantes de cumprir a maioria de idade em seu país, no Conservatorio Nacional de Música de México.
A carreira de flauta doce não existia nesse centro de estudos. Depois de pedir uma audição ao então director da Orquestra de Câmara do conservatorio, Icilio Bredo, escutar-lhe tocar uma peça de Vivaldi, este lhe permitiu ser solista com esse conjunto. Aos 13 anos, o 12 de abril de 1978, interpretou o Concerto na menor de Vivaldi para flauta de bico e acompanhamento instrumental de Vivaldi, acompanhado da mencionada orquestra. Foi-lhe permitido fundar a carreira de flauta de bico no conservatorio mexicano.
Prosseguiu seus estudos no Conservatorium van Amsterdam com Marijke Miessen e Walter vão Hauwe, em onde obteve o grau de solista cum laude.
Entre 1986 e 1994 formou com Luisa Durón e Bozena Slawinska o Trío Hotteterre; entre 1993 a 1998 foi fundador, director e intérprete da Capella Cervantina, que converter-se-ia na Capella Barroca de México, um monte dedicado à interpretação e investigação da música barroca com instrumentos e intérpretes especializados nesse período musical. Fundaria também nesses anos a Orquestra Barroca Capella Povoa.
Diversos autores têm escrito música para que Franco a interprete como Graciela Agudelo, Luzia Álvarez, Karl Bellinghausen, Sergio Berlioz, Sebastián Castagna, Sergio Cárdenas, Daniel Catán, Jorge Córdoba, Luis Jaime Cortês, Galo Durán, Felipe De Jesús Sánchez, Juan Fernando Durán, Itziar Fadrique, Víctor García Pichardo, Teófilo Gözman, María Granillo, Rosa Guraieb, Manuel, Alejandro Gutiérrez, Déborah Hadaza, Rafael Hubberman, Hector Infanzón, Martha Lambertini, Ana Lara, Mario Lavista, Paul León, Fernando Lomelí, Armando Lua, Juan Marcial Martínez, Antonio Navarro, Gabriela Ortiz, Emmanuel Ontiveros, Hilda Paredes, Jerónimo Rajchenberg, Rodolfo Ramírez, Ricardo Risco, Marcela Rodríguez, Pablo Loiro, Rafael Romo Tavizón, Carlos Sánchez, Israel Sánchez, Alejandro Silva, Eduardo Soto Millán, Salvador Torre, Armando Torres, Eugenio Toussaint, Michael Wolpe e Ricardo Zohn.
Como director de orquestra tem sido convidado a conduzir os seguintes agrupamentos musicais: Cappella Cervantina (1993-1998), Camerata da Filarmónica de Querétaro (1995), Orquestra de Câmara de Morelos (1995), Solistas Monte do INBA (1996), Academy of St Martín in the Fields (1997), Georgian Chamber Orchestra, (1997), Camerata Aguascalientes, (1998 a 2001), Orquestra de Câmara da Universidade do Estado de México, (1999), Orquestra de Câmara de Belas Artes, (2002), Orquestra Barroca Capella Povoa, (2004-2005), Camerata de Coahuila (2004 a 2008), Cappella Cervantina (2007), Coro de Madrigalistas de Belas Artes (2008 e 2010 a 2011), Orquestra Filarmónica do Estado de Querétaro (2008) e a Orquestra Filarmónica da Cidade de México (2008 e 2009).

## Gravações
- Trío Hotteterre, 1987, Discos Luzam
- Solistas de México director Eduardo Mata, 1988
- Música Mexicana para flauta de bico, 1991, Cenidim-Quindecim recordings
- As Folias, Trío Hotteterre, 1992, Discos Peerless
- Cappella Cervantina, Horacio Franco director, 1994, Quindecim Recordings
- Vivaldi Concerti per Flauto, Horacio Franco e Capella Cervantina, 1994, Quindecim Recordings
- Música Contemporânea de Câmara vol. 6, Jorge Córdoba, 1994, Estudo Bartok
- Concerto for Recorder and Orchestra, Kibbutzim Chamber Orchesta. Mordechai Rechtmann, director. Michael Wolpe, compositor. Gravado ao vivo, 1995, produção do compositor
- Música Sinfónica Mexicana, concerto para flautas de bico e orquestra de Marcela Rodríguez, OFUNAM, director Ronald Zollman, 1995, Urtext Digital Classics
- Il Gardellino, Horacio Franco e a Camerata Aguascalientes, 1996, Quindecim Recordings,
- Música Barroca Mexicana, Cappella Cervantina Horacio Franco director, 1996, Quindecim Recordings
- The Art of Horacio Franco, Horacio Franco & the Georgian Chamber Orchestra dirigida por Horacio Franco, 1997, Guild Recordings
- Carlos Monsiváis e Horacio Franco, 1997, Voz viva de México UNAM
- Música Barroca Mexicana Vol. 2. Cappella Cervantina-Horacio  Franco director, 1998, Discos K 617-França distribuído em México por Quindecim Recordings
- Do Medioevo ao Danzón Horacio Franco e Víctor Flores, 2002, Quindecim Recordings
- Sozinho Bach, flauta sozinha, 2004, Quindecim Recordings
- Sones de Terra e Nuvem com a Banda Filarmónica Mixe do CECAM de Santa María Tlahuitoltepec, 2005, Discos Xquenda
- Capella Povoa, director e solista Horacio Franco, 2005, Quindecim recordings
- De Bach_ os Beatles e outros mais, Horacio Franco e Víctor Flores, 2005, Quindecim Recordings
- Primeiro Bach: as 6 Triosonatas BWV 525-530. Horacio Franco e Fabián Espinosa. 2008 Quindecim Recordings
- Extreme life, gravação ao vivo (dezembro 2008) de concertos de G.P. Telemann, Antonio Vivaldi e Johann Sebastian Bach. Horacio Franco, director e solista de Cappella Cervantina, 2009 Quindecim Recordings
- Mestizajes Novohispanos. Horacio Franco, com Asaf Kolerstein, cello, e Santiago Álvarez, clavecín. Obras de Arcangelo Corelli, Johann Sebastian Bach, Louis Antoine Dornell, Francois Couperin, P. Bellinzani, entre outros. 2010, Quindecim Recordings
- Telas de Vento: colaboração de Horacio Franco com Luis Hernández, Ubaldino Villatoro e Cirilo Meza. 2011, Puertarbor Produções. Credor do prêmio “Raúl Guerreiro”, à investigação e difusão do património musical do INAH, 2012.[5]

## Reconhecimentos
- 1982 - Prêmio da Enciclopedia Britânica, México
- 1989 - FONCA, México
- 1993 - Prêmio da União Nacional de Críticos de Teatro e Música, México
- 1995 - Prêmio da União Nacional de Críticos de Teatro e Música, México
- 1995 - Medalha Mozart, Áustria-México
- 1996 - Melhor interpretação de uma obra contemporânea pelo Ministério de Cultura de Israel, Israel
- 2003 - 2002 Early Music Award
- 2004 - Prêmio da União Nacional de Críticos de Teatro e Música